# Caloptilia stigmatella
Caloptilia stigmatella là một loài bướm đêm thuộc họ Gracillariidae. Nó được tìm thấy ở the Holarctic Region, bao gồm khắp châu Âu (ngoại trừ bán đảo Balkan).
Sải cánh dài 12–14 mm. Con trưởng thành bay vào cuối tháng 6 và tháng 7, và again từ tháng 9 onwards.
Ấu trùng ăn Myrica gale, Populus alba, Populus candicans, Populus canescens, Populus nigra, Populus tremula, Salix alba, Salix aurita, Salix babylonica, Salix cinerea, Salix dasyclados, Salix elaeagnos, Salix fragilis, Salix glaucosericea, Salix lanata, Salix magnifica, Salix myrsinifolia, Salix pentandra, Salix purpurea, Salix repens, Salix sitchensis, Salix spadicea, Salix x stipularis, Salix triandra, Salix udensis và Salix viminalis. Chúng ăn lá nơi chúng làm tổ. 

## Hình ảnh

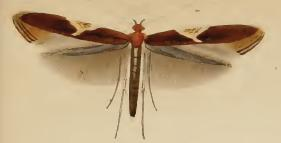
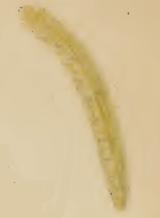
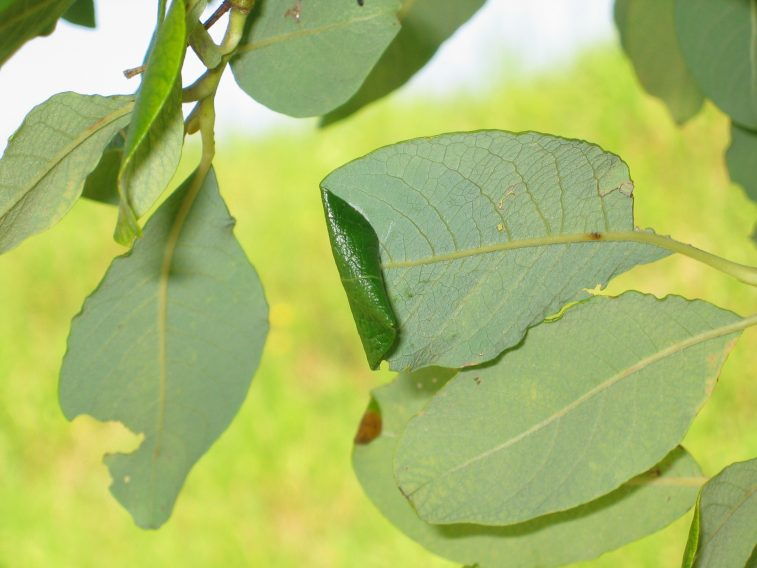
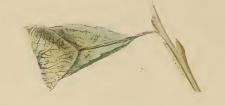